# Parque Estadual Crater of Diamonds
O Parque Estadual Crater of Diamonds é um parque estadual no Arkansas onde mais de 75 mil diamantes já foram encontrados desde a primeira descoberta, registrada em 1906.